# Alicia de Antioquía
Alicia de Antioquía o de Jerusalén (Edesa, c.1110-Latakia, después de 1136) fue princesa de Antioquía a través de su boda con el príncipe Bohemundo II de Antioquía. Era la segunda hija del rey Balduino II de Jerusalén con Morfia de Melitene. Sus hermanas fueron la reina Melisenda de Jerusalén, la condesa Hodierna de Trípoli y la abadesa Ioveta de Betania.

## Biografía
Balduino II se había hecho regente de Antioquía después de la derrota del principado en la batalla de Ager Sanguinis en 1119. En 1126, el joven Bohemundo II, hijo de Bohemundo de Tarento, el primer príncipe de Antioquía, llegó para reclamar su herencia. Inmediatamente después de recibir sus dominios, este se casó con Alicia, probablemente como resultado de negociaciones anteriores a su llegada a Levante.
En 1130 Bohemundo murió en batalla con los turcos Danisméndidas, y Balduino volvió a Antioquía para asumir la regencia, pero Alicia deseaba asumir el control del estado. Intentó aliarse a Zengi, el atabeg selyúcida de Mosul y Alepo, ofreciendo a su hija Constanza en boda a un príncipe musulmán. Pero en el camino, el mensajero que envió fue aprisionado, torturado y ejecutado. Alicia rechazó dejar a su padre entrar en Antioquía, pero algunos de los nobles del principado abrieron los portones a los representantes de Jerusalén, Fulco V de Anjou (su cuñado) y Joscelino I de Edesa.
Inicialmente Alicia huyó de la ciudadela, pero acabó por rogar clemencia a su padre y a reconciliarse con este. Fue exiliada de Antioquía, pero le fueron concedidas Latakia y Jabala, las ciudades que le habían sido dadas en dote por su boda con Bohemundo.
Balduino II asumió la regencia de Antioquía en nombre de Constanza pero murió en 1131, siendo sucedido en Jerusalén por su primogénita Melisenda y por Fulco, el esposo de esta. Con la muerte del fiel Joscelino poco después, Alicia una vez más intentó tomar el control de Antioquía. Cuando los nobles de este principado pidieron la ayuda de Fulco, Alicia se alió a los gobernantes de los otros dos estados cruzados del norte, Ponce de Trípoli y Joscelino II de Edesa. A pesar de haber sido especulado que Alicia los había sobornado, el apoyo de estos soberanos probablemente fue el resultado de que temían que el nuevo rey pretendiera imponer la soberanía de Jerusalén sobre sus dominios.
Ponce no permitió el pasaje de Fulco por el Condado de Trípoli, por lo que este fue forzado a viajar por mar. Los dos príncipes cristianos trabaron entonces una batalla en Rugia pero, cuando finalmente acordaron una paz, Fulco reasumió la regencia de Antioquía, colocando el principado bajo el control de Reinaldo Masoier.
Cerca de 1135, Alicia intentó una vez más tomar el control de Antioquía, negociando con el Imperio bizantino la boda de su hija Constanza con Manuel I Comneno. Pero algunos de los nobles del principado, que no deseaban esta alianza, convocaron secretamente a Raimundo de Poitiers para casarse con la heredera. El patriarca Rodolfo de Domfort convenció a Alicia que Raimundo pretendía casarse con ella, pero acabaría por celebrar la boda de este noble con Constanza, aún menor de edad. Humillada, Alicia salió definitivamente de Antioquía. 
Murió en Latakia en fecha incierta, después de 1136.